# Mesia
La provincia romana de Mesia (en latín: Moesia; en griego: Μοισία, romanizado: Moisía) era una antigua región y posterior provincia romana situada en los Balcanes al sur del río Danubio. Incluía la mayor parte del territorio de la actual Serbia Central, Kosovo y las partes septentrionales de Macedonia del Norte (Mesia Superior), todo el norte de Bulgaria, la Dobruja rumana y pequeñas partes del sur de Ucrania (Mesia Inferior).

## Geografía
En las fuentes geográficas antiguas, Mesia estaba delimitada al sur por los montes Haemus (Balcanes) y Scardus (Šar), al oeste por el río Drinus (Drina), al norte por el Donaris (Danubio) y al este por el Euxine (Mar Negro).

## Historia
La región estaba habitada principalmente por pueblos tracios, ilirios y traco-ilirios. El nombre de la región proviene de Moesi, una tribu tracia que vivió allí antes de la conquista romana.
Partes de Moesia pertenecían a la entidad de Burebista, un rey geta (dacio) que estableció su gobierno sobre una gran parte del norte de los Balcanes entre el 82 a. C. y el 44 a. C. Dirigió incursiones de saqueo y conquista en Europa central y sudoriental, subyugando a la mayoría de las tribus vecinas. Después de su asesinato en un complot interno, el Imperio se dividió en varios estados más pequeños.
En el año 74 a. C., Cayo Escribonio Curión, procónsul de Macedonia, llevó un ejército hasta el Danubio y persiguió a los geto-dacios hasta la frontera de su remoto país.
La expansión de los dacios en el curso medio y bajo del Danubio preocupó a los romanos y la destrucción del poder dacio se convirtió en uno de los objetivos políticos clave de Julio César, quien hizo planes para lanzar una ofensiva desde Macedonia alrededor del 44 a. C.
Una vez que Augusto se estableció como único gobernante del estado romano en el año 30 a. C. después de la batalla de Accio, asumió el proyecto de César y se propuso avanzar la frontera del sudeste europeo del Imperio desde Macedonia hasta la línea del Danubio. El objetivo principal era aumentar la profundidad estratégica entre la frontera e Italia y también proporcionar una importante ruta de suministro fluvial entre los ejércitos romanos de la región. Al bajo Danubio se le dio prioridad sobre el alto Danubio y requirió la anexión de Moesia. Por lo tanto, era necesario conquistar a las tribus que habitaban al sur del Danubio, es decir, de oeste a este, los tribalios, mesios, getas y los bastarnos que recientemente habían subyugado a los tribalios, y con su capital en Oescus. Augusto también quería vengar la derrota de Cayo Antonio en Histria 32 años antes y recuperar los estandartes militares perdidos que se guardaban en la poderosa fortaleza de Genucla.
Marco Licinio Craso, nieto de Craso el triunviro, fue designado para la tarea. Era un general experimentado a los 33 años y procónsul de Macedonia desde el 29 a. C. Después de una exitosa campaña contra los mesios, hizo retroceder a los bastarnos hacia el Danubio y finalmente los derrotó en una batalla campal, matando a su rey Deldo en combate singular. Augusto proclamó formalmente esta victoria en el año 27 a. C. en Roma, pero bloqueó el derecho de Casio a la Spolia opima y el uso del término imperator aparentemente a favor de su propio prestigio.
Mesia se dividió como un mando militar independiente algún tiempo antes del año 10 a. C.
Como resultado de los constantes saqueos de los dacios que se producían cada vez que el Danubio se congelaba, Augusto decidió enviar contra ellos a algunos de sus generales probados, como Sexto Elio Cato y Cneo Cornelio Léntulo Augur, en algún momento entre el 1 y el 11 d. C.Léntulo los hizo retroceder a través del Danubio y colocó numerosas guarniciones en la margen derecha del río para defenderse de posibles y futuras incursiones. Estos se convirtieron en los Limes de Mesia, el sistema defensivo fronterizo que se desarrolló aún más con el tiempo.